# Blau-Weiß Wesselburen
Blau-Weiß Wesselburen ist ein Sportverein aus Wesselburen im Kreis Dithmarschen. Die erste Fußballmannschaft der Männer nahm 1980/1981 am DFB-Pokal teil.

## Geschichte
Der Verein wurde im Jahre 1945 gegründet und erreichte im Jahre 1953 für ein Jahr die Bezirksklasse West. Nach dem Wiederaufstieg in die nunmehr 2. Amateurliga West genannte Spielklasse wurden die Wesselburener im Jahre 1961 Meister. In der folgenden Aufstiegsrunde zur Landesliga Schleswig-Holstein gelang jedoch nur ein Sieg. Ein Jahr später stieg die Mannschaft als Tabellenletzter wieder in die Kreisliga ab. Erst im Jahre 1978 gelang der Wiederaufstieg, dem zwei Jahre später der Aufstieg in die Landesliga Süd folgte. Im gleichen Jahr unterlagen die Blau-Weißen im SHFV-Pokalfinale dem TSV Plön mit 1:3.
Trotz der Niederlage qualifizierte sich die Mannschaft für den DFB-Pokal, in dem sie in der ersten Runde zum Oberligisten SV Atlas Delmenhorst reisen musste und mit 2:6 unterlag. In der Landesliga konnte auf Anhieb der dritte Platz belegt werden. Doch statt eines möglichen weiteren Aufstiegs kämpfte die Mannschaft in den folgenden Jahren gegen den Abstieg, der im Jahre 1990 hingenommen werden musste. Drei Jahre später kehrte Blau-Weiß zurück und wurde im Jahre 1995 Vizemeister hinter dem BSC Brunsbüttel. Die Relegationsspiele um den Aufstieg in die Verbandsliga Schleswig-Holstein wurden gegen den SV Ellerbek verloren.
Nach der Auflösung der Landesligen im Jahre 1999 wurden die Wesselburener in die neu geschaffene Bezirksoberliga West eingruppiert. Dort spielte die Mannschaft bis zur Auflösung der Liga im Jahre 2008 und kam dann in die neu geschaffene Verbandsliga Süd-West. Dort stiegen die Blau-Weißen in der ersten Saison ab und schafften 2010 den sofortigen Wiederaufstieg. Im Jahre 2013 folgte der Abstieg in die Kreisliga West, dem zwei Jahre später der Gang in die Kreisklassen folgte.